# Tauritzbach
Der Tauritzbach ist ein rechter Zufluss der Haidenaab in Oberfranken.

## Name
Als Oikonym erscheint der Name erstmals im Jahr 1373 („Daẃres“) in den schriftlichen Aufzeichnungen. Es handelt sich entweder um einen genitivischen Ortsname zum Personennamen *Turan oder um einen ursprünglichen Bergnamen *Dūrenes.

## Verlauf
Der längere Oberlauf Heinersbach des Tauritzbachs entspringt auf etwa 820 m ü. NHN am Kreuzstein (838 m) im Fichtelgebirge. Er fließt in südsüdwestliche Richtung über Muckenreuth nach Eckartsreuth. Dort fließt ihm der Hahnenbach zu. Über Reislas erreicht der Heinersbach auf nun südlichem Lauf Tressau. Südlich des Ortes mündet auf 482 m ü. NHN der Haidbach. 
Ab dort trägt der Heinersbach den Namen Tauritzbach. Vorbei an der Tauritzmühle fließt er südostwärts nach Göppmannsbühl, wo er in die dort erst 9,4 km lange Haidenaab mündet.
Früher wurde der Tauritzbach als Oberlauf der Haidenaab angesehen, da er länger ist als deren Oberlauf bis zu seiner Mündung. Das Quellgebiet des Tauritzbaches ist die Heidelandschaft Nasse Heide am Kreuzstein, was zur Benennung der Haidenaab führte.

## Zuflüsse
Hierarchische Liste der Zuflüsse, jeweils vom Ursprung bis zur Mündung. Mit Gewässerlänge, Einzugsgebiet und Höhe. Andere Quellen für die Angaben sind vermerkt.
Zusammenfluss des Tauritzbachs auf 482 m ü. NHN zwischen Kirchenpingarten-Tressau und Speichersdorf-Tauritzmühle.
- Heinersbach, linker Oberlauf von Norden, 11,0 km und 13,1 km²
  - Hahnenbach, von links auf 539 m ü. NHN nahe Eckartsreuth, 2,9 km und 1,6 km²
  - Bernlohbach, von rechts auf 500 m ü. NHN vor Tressau, ca. 1,5 km[1] und ca. 2,8 km²[1]
- Haidbach, linker Oberlauf von Nordwesten, 4,3 km und 3,4 km²

Mündung des Tauritzbachs von rechts und Nordwesten auf 462 m ü. NHN unterhalb von Speichersdorf-Haidenaab in die Haidenaab. Der Tauritzbach ist ab seinem Zusammenfluss 3,3 km, zusammen mit seinem längeren linken Oberlauf 14,3 km lang und hat ein 21,6 km² großes Einzugsgebiet.